# Khentkaus I
Khentkaus I var drottning i Forntida Egypten under Egyptens fjärde dynasti. Det finns obekräftade teorier om att Khentkaus I under en period kan ha regerat Egypten. Dessa utgår från de svårlösta problemen kring hur hon var besläktad med de övriga faraonerna under hennes levnad, samt om en inskription ska tolkas som att hon var kung eller mor till en kung. Dessa uppgifter är inte bekräftade.  
Hon kan ha varit dotter till farao Menkaura, hustru till Shepseskaf och mor till Userkaf, men det är inte helt fastställt. Hennes mastaba i Giza - benämning LG100 - är placerad nära Menkauras pyramid vilket pekar mot ett familjesamband men osäkert vilket.